# Ratpenat llengut de Dekeyser
El ratpenat llengut de Dekeyser (Lonchophylla dekeyseri) és una espècie de ratpenat de la família dels fil·lostòmids. Viu al Brasil.